# Aimi (diễn viên)
Terakawa Aimi (寺川 愛美 (Tự Xuyên Ái Mĩ) sinh ngày 25 tháng 12 năm 1991), còn được biết đến dưới nghệ danh Aimi (愛美 (Ái Mỹ)) là một diễn viên lồng tiếng và ca sĩ Nhật Bản đến từ Kobe, tỉnh Hyōgo thuộc công ty quản lý tài năng Hibiki. Mong muốn trở thành một nghệ sĩ giải trí là một phần cuộc sống của cô ấy, cô đã bắt đầu sự nghiệp ca hát năm 2011 sau khi thắng buổi thử giọng để tham gia thương hiệu Tantei Opera Milky Holmes. Cùng năm đó, cô ra mắt với đĩa đơn đầu tiên "Tenshi no Clover"; bài hát chủ đề được dùng là bài hát mở màn cho anime Astarotte no Omocha!.
Aimi là thành viên của nhóm Feathers, cùng với bạn diễn lồng tiếng Itō Ayasa. Cô cũng lồng tiếng cho thần tượng Julia trong trò chơi The Idolmaster Million Live!, và lồng tiếng cho Toyama Kasumi trong thương hiệu BanG Dream!; Aimi cũng biểu diễn trực tiếp trong ban nhạc Poppin'Party của BanG Dream!.

## Tiểu sử

Logo bằng chữ của Aimi

Terakawa được sinh ra tại tỉnh Hyōgo vào ngày 25 tháng 12 năm 1991. Cô có mong muốn trở thành ca sĩ từ nhỏ. Trong những năm học cấp ba, cô tự học chơi guitar và trình diễn trong một ban nhạc. Ban đầu cô chỉ muốn làm ca sĩ, nhưng cô bắt đầu hứng thú với lồng tiếng sau khi biết đến anime Macross Frontier, cô bị ấn tượng với cách bộ phim có thể kết hợp âm nhạc và hoạt họa trong việc kể chuyện. Với hi vọng trở thành một ca sĩ chuyên nghiệp, cô bắt đầu tham gia nhiều cuộc thi ca hát, như là Animax Anison Grand Prix năm 2009. Cô cũng biểu diễn tại nhiều tụ điểm trình diễn nhạc sống, bao gồm một nhà hàng nướng ở Kobe.
Sự nghiệp giải trí của Terakawa bắt đầu sau khi đậu một buổi thử giọng để tham gia thương hiệu đa phương tiện Tantei Opera Milky Holmes. Cô lần đầu lồng tiếng cho thương hiệu trong vai nhân vật Tokiwa Kazumi. Như là một phần của thương hiệu, cô trở thành thành viên của nhóm nhạc Feathers cùng với bạn diễn lồng tiếng Itō Ayasa. Cô sau này đổi nghệ danh chỉ còn Aimi, bắt đầu với việc phát hành đĩa đơn "Tenshi no Clover" (天使のCLOVER) vào ngày 3 tháng 5 năm 2011; bài hát chủ đề được dùng làm bài hát mở màn cho anime Astarotte no Omocha!. Cũng trong năm 2013, Aimi tổ chức buổi hòa nhạc đầu tiên A LIVE, cô đã hát 14 bài. Sau đó cô đã phát hành thêm 4 đĩa đơn từ năm 2011 đến năm 2013, với bài hát chủ đề của các đĩa đơn được dùng cho các anime như là Ben-To, Oda Nobuna no Yabō, Fairy Tail, và Dansai Bunri no Kuraimu Ejji.
Năm 2012, Aimi là khách mời tại Anime Expo để quảng bá cho thương hiệu Cardfight!! Vanguard. Sau đó cô được tuyển vào nhân vật Julia trong trò chơi di động The Idolmaster Million Live!. Cô đã phát hành album nhạc đầu tiên Love vào tháng 11 năm 2013. Năm 2015, cô trở thành một phần của dự án đa phương tiện BanG Dream!, vào vai nhân vật chính của dự án Toyama Kasumi và trình diễn trực tiếp với ban nhạc thuộc vũ trụ thương hiệu Poppin'Party.
Tháng 12 năm 2020, Aimi thông báo cô sẽ phát hành đĩa đơn trong mùa xuân năm 2021 dưới hãng King Records.
Vào ngày 1 tháng 9 năm 2021, Aimi tiết lộ em gái cô là Chiharu, người từng là diễn viên lồng tiếng cho nhân vật Satō Reika trong nhóm thần tượng nữ 22/7, và đã gia nhập Hibiki gần đây.

## Danh sách phim

### Anime truyền hình
2011
- Cardfight!! Vanguard, Suiko[13]

2012
- Cardfight!! Vanguard: Asia Circuit, Suiko[13]
- Gon, Voi cái, Ếch 3[19]

2013
- Cardfight!! Vanguard: Link Joker, Tatsunagi Suiko[19]
- Freezing Vibration, Elipton Roxanne[19]
- Robocar Poli, Benny[19]
- Futari wa Milky Holmes, Tokiwa Kazumi[9]
- Hentai Ōji to Warawanai Neko., Emi, Emanuela Pollarola[19]

2014
- Argevollen, Rikuru Hikaru[19]
- Cardfight!! Vanguard: Legion Mate, Tatsunagi Suiko[19]
- Chō-Bakuretsu I-Jigen Menko Battle Gigant Shooter Tsukasa, Dōmoto Ataru, Dōmoto Ruri[19]
- Future Card Buddyfight, Hyoryu Kiri[19]
- Mikakunin de Shinkōkei, Momouchi Mayura[19]
- Oneechan ga Kita, Mizuhara Tomoya[19]
- Saikin, Imōto no Yōsu ga Chotto Okashiin Da Ga., Torii Moa[19]

2015
- Cardfight!! Vanguard G: GIRS Crisis , Chouno Am[19]
- Chaos Dragon, Ulrika Ledesma[19]
- Plastic Memories, Sherry[19]
- Tantei Kageki Milky Holmes TD, Tokiwa Kazumi[9]

2016
- Raku en Rojikku, Nanahoshi Yukari[20]

2017
- BanG Dream!, Toyama Kasumi[15][21]

2018
- BanG Dream! Girls Band Party! Pico, Toyama Kasumi[22]

2019
- Afterlost, Kikyō[23]
- BanG Dream! 2nd Season, Toyama Kasumi[24]
- BanG Dream! Film Live, Toyama Kasumi[25]
- Senki Zesshō Symphogear XV, Millaarc[26]

2020
- BanG Dream! 3rd Season, Toyama Kasumi[27]
- BanG Dream! Girls Band Party! Pico: Ohmori, Toyama Kasumi[28]
- D4DJ First Mix, Yamate Kyoko[29]

2021
- BanG Dream! Girls Band Party! Pico Fever!, Toyama Kasumi[30]
- Trận chiến bắt đầu sau 5 giây, Amagake Yūri[31]
- D4DJ Petit Mix, Yamate Kyoko[32]
- Genjitsu Shugi Yūsha no Ōkoku Saikenki, Carla Vargas[33]
- Bokutachi no Rimeiku, Kogure Nanako[34]

2022
- Fantajī Bishōjo Juniku Ojisan to, Curme,[35] Người hầu trưởng
- Love Live! Nijigasaki High School Idol Club 2nd Season , Jennifer[36]
- Teppen!!!!!!!!!!!!!!! Laughing 'til You Cry, Takahashi Yomogi[37]

2023
- Magical Destroyers, Blue[38]
- Helck, Iris[39]
- TenPuru, Aoba Yuzuki[40]
- Tôi yêu nữ phản diện, Misha Jur[41]
- Chú thuật hồi chiến, Ozawa Yuko[42]

### Anime điện ảnh
2021
- BanG Dream! Episode of Roselia I: Promise, Toyama Kasumi[15]
- BanG Dream! Film Live 2nd Stage, Toyama Kasumi[43]

2022
- BanG Dream! Poppin'Dream!, Toyama Kasumi[44]
- Khóa chặt cửa nào Suzume, Miki[45]

### Trò chơi điện tử
2013
- The Idolmaster Million Live!, Julia[6]

2015
- Disgaea 5: Alliance of Vengeance, Liezerota[46]

2016
- Girls' Frontline, MDR, TAC-50

2017
- BanG Dream! Girls Band Party!, Toyama Kasumi[47]
- The Idolmaster Million Live! Theater Days, Julia[48]

2020
- Pokémon Masters, Zinnia[49]

2021
- Alchemy Stars, Nemesis, Rabbie
- Cookie Run: Kingdom, Parfait Cookie
- Konosuba: Fantastic Days, Mel

2022
- Heaven Burns Red, Minase Ichigo
- Nikke: Goddess of Victory, Mica,[50] Yan[51]

2023
- Honkai: Star Rail, Serval Landau[52]

Chưa công bố
- Brown Dust 2, Scheherazade[53]

### Dự án đa phương tiện
- Paradox Live, Kureha Aoi[54]

## Danh sách đĩa nhạc
Album
- Love (Pony Canyon, 6 tháng 11 năm 2013)[12]

Đĩa đơn
- "Tenshi no CLOVER" (Pony Canyon, 3 tháng 5 năm 2011) – Bài hát mở màn Astarotte no Omocha![12]
- "LIVE for LIFE -Ōkami-tachi no Yoru-" (Pony Canyon, 2 tháng 11 năm 2011) – Bài hát mở màn Ben-To[12]
- "Link" (Pony Canyon, 18 tháng 7 năm 2012) – Bài hát mở màn Oda Nobuna no Yabō[12]
- "We're the stars" (Pony Canyon, 27 tháng 2 năm 2013) – Bài hát kết thúc Fairy Tail[12]
- "Unmei no Ori" (Pony Canyon, 17 tháng 4 năm 2013) – Bài hát mở màn Dansai Bunri no Kuraimu Ejji[12]
- "ReSTARTING!!" (King Records, 7 tháng 4 năm 2021)[12]
- "Kazanear" (King Records, 28 tháng 7 năm 2021) – Bài hát kết thúc Genjitsu Shugi Yūsha no Ōkoku Saikenki[12]
- "MAGICAL DESTROYER" (King Records, 26 tháng 4 năm 2023) – Bài hát mở màn Magical Destroyers[12]